# Jacek Lenartowicz (aktor)
Jacek Lenartowicz (ur. 13 września 1960 w Puławach) – polski aktor teatralny, filmowy, telewizyjny i radiowy, prezenter telewizyjny.

## Życiorys

### Wczesne lata
Urodził się w Puławach. Przez pierwsze 10 lat wychowywał się w Nałęczowie, gdzie jego matka pracowała na izbie porodowej. W dzieciństwie marzył o tym, żeby zostać księdzem i był ministrantem w parafii św. Jana Chrzciciela. Potem wraz z rodzicami przeniósł się do Lublina, gdzie uczęszczał do IX Liceum Ogólnokształcącego im. Mikołaja Kopernika. W 1983 ukończył studia na Wydziale Prawa i Administracji na Uniwersytecie Marii Curie-Skłodowskiej w Lublinie, po czym dostał się na aplikację sędziowską, którą po roku jednak porzucił. W 1987 ukończył studium aktorskie przy Państwowym Teatrze Żydowskim Szymona Szurmieja, zdał egzamin eksternistyczny dla aktorów dramatu i rozpoczął swoją przygodę z aktorstwem.

### Kariera teatralna
W latach 1984–1990 związany był z warszawskim Teatrem Żydowskim, gdzie wystąpił m.in. jako Hersz-Ber w sztuce Pereca Hirszbejna Ballada o ślubnym welonie (1990) w reż. Szymona Szurmieja. W latach 1990–1992 grał w Teatrze Dramatycznym w Elblągu w przedstawieniach: Zemsta (1990) jako Wacław, Don Juan Moliera (1991) w roli słynnego uwodziciela Don Juana, Porywacze z Chantilly Chesnota Pierre’a (1991) jako Serge Migel i Cud mniemany, czyli Krakowiacy i Górale Wojciecha Bogusławskiego i Jana Stefaniego (1992) jako Jonek. W Operze Novej wystąpił gościnnie jako Perczik w Skrzypku na dachu Jerry’ego Bocka (1992) w reż. Artura Hofmana. W warszawskim Teatrze Północnym grał postać Dymma w musicalu Janusza Grzywacza Pan Twardowski (1993) w reż. Krzysztofa Jasińskiego. W latach 1993–1994 występował w Operetce Warszawskiej w musicalach w reż. Jana Szurmieja: Piaf Pam Gems (1993) w rolach Georgesa, inspektora i Marcela oraz Ania z Zielonego Wzgórza Lucy Maud Montgomery (1993) jako zawiadowca stacji. W Teatrze Syrena w Warszawie grał w spektaklach: Sztukmistrz z Lublina Isaaca Bashevis Singera (1994) jako Bolek i Ślepy Mechel oraz Ławka rezerwowych Marcina Kołaczkowskiego (2012) jako Wawrzyniec Koń ps. „Kopyto”. W latach 1998–2010 współpracował z Teatrem Komedia. Był wójtem w musicalu familijnym Złota kaczka (2005) wg scenariusza Marka Bartkowicza i Andrzeja Ozgi na kanwie Legendy o złotej kaczce w reż. Jana Szurmieja z muzyką Piotra Rubika w Teatrze Rampa na Targówku. W komedii warszawskiego Teatru Gudejko Goło i wesoło (Ladies’ Night, 2005) Stephena Sinclaire’a i Anthony’ego McCartena w reż. Arkadiusza Jakubika grał rolę Bernarda. W Teatrze Muzycznym „Roma” był obsadzony w musicalach w reż. Wojciecha Kępczyńskiego: jako Buquet/Licytator w Upiorze w operze Andrew Lloyda Webbera (2009) i jako Sułtan w Aladynie Jr. Alana Menkena (2011). W Teatr Old Timers Garage w Katowicach zagrał Richarda Hatfielda w widowisku The Bricklin Musical – Samochodowa Fantazja Allena Cole’a (2013) w reż. Marcina Kołaczkowskiego. Współpracował też z teatrami warszawskimi: Bajka (2009), Capitol (2014-2020) i Kamienica (2018).

### Kariera ekranowa
Po raz pierwszy trafił na mały ekran jako taksówkarz Kurnicki, zięć Siejby (Jerzy Łapiński) w telewizyjnym dramacie kryminalnym Janusza Petelskiego Zmowa (1988). We francuskim dramacie wojennym Roberta Enrico Wiatr ze wschodu (Vent d’est, 1993) wcielił się w postać kapitana Waleriana Klimienko, zastępcę pułkownika Czeko (Wojciech Pszoniak). Grywał niewielkie role w filmach takich jak Tylko strach (1993), Łowca. Ostatnie starcie (1993), Człowiek z... (1993), Panna z mokrą głową (1994), Oczy niebieskie (1994), Faustyna (1994), Prowokator (1995), Sezon na leszcza (2000) i Edi (2002). W dramacie biograficznym Giacoma Battiata Karol. Człowiek, który został papieżem (2005) wystąpił w roli ubeka aresztującego ks. kard. Wyszyńskiego, a w telewizyjnym biograficznym dramacie historycznym CBS Jan Paweł II (Pope John Paul II, 2005) w reż. Johna Kenta Harrisona z Jonem Voightem zagrał Lecha Wałęsę. Rozpoznawalność wśród telewidzów przyniosła mu rola Dariusza Zemana w serialu Samo życie (2002–2007) i postać Jana, właściciela klubu „Oaza”, szefa Pawła (Rafał Mroczek) w serialu TVP2 M jak miłość (2007-2016). Grał gościnnie w serialach takich jak Czterdziestolatek. 20 lat później (1993), Ekstradycja (1995), Dwa światy (1995), Złotopolscy (1998), Przeprowadzki (2000), Lokatorzy (2002, 2005), Glina (2003–2004), Oficer (2004–2005), Kryminalni (2005), Boża podszewka II (2005), Plebania (2010) czy Czas honoru (2011). Pojawił się też w teledysku Piotra Cugowskiego do piosenki „Kto nie kochał” (2018).
Współprowadził teleturniej TVN Gorączka złota. Zapowiada zawodowe walki bokserskie, które odbywają się w Polsce. Od 7 do 14 marca 2014 był uczestnikiem pierwszej edycji programu rozrywkowego Polsatu Dancing with the Stars. Taniec z gwiazdami. Wziął udział w programie TVP2 Star Voice. Gwiazdy mają głos (2020). Współpracował z Teatrem Telewizji, gdzie wystąpił m.in. w widowisku Zakochany Mickiewicz (2021) w reż. Marcina Kołaczkowskiego.
W 2019 wziął udział w kampanii społecznej pt. „Wybieram 590 – sobota dla Polski” wraz z Joanną Jabłczyńską, Maciejem Kurzajewskim i Anną Popek.

## Życie prywatne
W 1993 ożenił się z Aleksandrą, z którą ma syna Eryka (ur. 1994). W 1994 wyjechał Australii, gdzie mieszkał przez pięć lat; prowadził knajpę, był pomocnikiem malarza i sporadycznie grał w teatrze. W 1999 doszło do rozwodu. Prowadził restaurację Bistro de Paris w Teatrze Wielkim w Warszawie, gdzie poznał swoją przyszłą żonę Katarzynę, wówczas studentkę prawa na Uniwersytecie Warszawskim. Mają troje dzieci: syna Aleksandra (ur. 2004) oraz dwie córki – Ninę (ur. 2007) i Lenę (ur. 24 kwietnia 2015).

## Filmografia
- 1988: Zmowa – taksówkarz Kurnicki, zięć Siejby
- 1992: Wiatr ze wschodu – kapitan Walerian Klimienko
- 1993: Tylko strach
- 1993: Łowca. Ostatnie starcie – policjant na motorze
- 1993: Człowiek z... – milicjant naprawiający malucha Ani
- 1993: Czterdziestolatek. 20 lat później
- 1994: Panna z mokrą głową
- 1994: Oczy niebieskie
- 1994: Faustyna
- 1994: Jest jak jest – gangster
- 1995: Ekstradycja
- 1995: Prowokator – żandarm
- 1995: Dwa światy – Borin
- 1997–2007: Złotopolscy
- 2000: Sezon na leszcza
- 2002–2016: M jak miłość – Janek Zawadzki
- 2002–2005: Lokatorzy jako Krzysztof
- 2002: Edi – Brat I
- 2002–2007: Samo życie – Dariusz Zeman
- 2003–2004: Glina – goryl „Grubego”
- 2004: Camera Café – Wiktor
- 2004–2005: Oficer – policjant „Balon”
- 2005: Karol. Człowiek, który został papieżem – UBek aresztujący prymasa Wyszyńskiego
- 2005: Lawstorant – „Belfegor”
- 2005: RajUstopy – Jurij
- 2005: Boża podszewka II – Witalis, ochroniarz w biurze PUR-u
- 2005: Klinika samotnych serc – Bolesław Kot
- 2006: Palimpsest – Drugi
- 2006: U fryzjera – ochroniarz
- 2006: Niania jako Zieliński odc.31
- 2007: Odwróceni jako Gąsior
- 2008: Stygmatyczka (Scena Faktu Teatru Telewizji) jako oficer
- 2009: Doręczyciel jako Zyga
- 2010: Plebania jako przedsiębiorca Mariusz
- 2010: Prosta historia o miłości
- 2011, 2013: Pierwsza miłość – Ryszard Nowak
- 2014, 2017, 2019: Wataha – Michał Łuczak, były funkcjonariusz SG, przyjaciel Rebrowa
- 2015: Strażacy – brygadier Jerzy Kosmala
- 2017: Ostatni garnitur – Olek
- 2018: Pułapka – major
- 2018: Pan T. – Literat
- 2019: Kurier – Gajowy
- 2019: Będzie dobrze, kochanie – Waldek
- 2020: Wataha – Michał Łuczak
- 2021: Lokatorka – Edward Kowalski
- 2021: Pajęczyna – Rusłan w 2010 r.
- 2022: Mój dług – dowódca zmiany
- 2022: Marzec ’68 – Mieczysław Moczar

## Występy gościnne
- 1994: Panna z mokrą głową (odc. 3 i 6)
- 1996: Awantura o Basię (odc. 4)
- 1998: 13 posterunek – monter telefonu (odc. 25)
- 2000: Dom – milicjant wzywany przez Jolę w sprawie kradzieży psa (odc. 24)
- 2000: Przeprowadzki – Florek, kierowca w firmie Szczygłów (odc. 1)
- 2002: Miodowe lata – sokista (odc. 122)
- 2002: Kasia i Tomek – diler w salonie samochodowym (odc. 16), opiekun prostytutki Andżeliki (tylko głos; odc. 23)
- 2004: Rodzina zastępcza – Tajniak (odc. 167)
- 2005: Kryminalni – bandyta „Bazyl”, człowiek „Valeta” (odc. 24)
- 2006: Niania – Piotr Zieliński, sąsiad Skalskiego (odc. 31)
- 2006: Na dobre i na złe – Skurski, mąż Barbary (odc. 261)
- 2007: Pitbull – sanitariusz (odc.10) (nie występuje w napisach)
- 2009: Blondynka – Jacques Żak Morski „Bankomat” (odc. 1)
- 2010: Ojciec Mateusz jako przedsiębiorca (odc. 43)
- 2011: Czas honoru – Georg Kirsten (odc. 52)
- 2011: Ranczo – Christian van der Well (odc. 61)
- 2012: Ja to mam szczęście! – Hans Schmidt (odc. 20)
- 2013–2014: Prawo Agaty – Tomasz Piotrowski (odc. 43 i 57)
- 2013: To nie koniec świata – Tobiasz (odc. 7 i 11)
- 2014, 2017: Komisarz Alex – Marian Brożek (odc. 56), Aleksander Przybysz (odc. 123)
- 2017: Nieprzygotowani – Brunon Kąkol (odc. 19)

## Dubbing
- 1987–1990: Kacze opowieści (nowa wersja dubbingowa)
- 1996: O czym szumią wierzby – Jan Łasica
- 2005: Pingwiny z Madagaskaru: Misja świąteczna – Kowalski
- 2005: Madagaskar – Kowalski
- 2005: Czerwony Kapturek – prawdziwa historia
- 2005: Kurczak Mały
- 2005: Jan Paweł II – Lech Wałęsa
- 2006: Happy Feet: Tupot małych stóp – Boss Skua
- 2006: Pajęczyna Charlotty – Golly
- 2006: Sposób na rekina – Edek
- 2006: Gothic III
- 2006: Brzydkie kaczątko i ja – Frank
- 2006: Po rozum do mrówek – Mucha
- 2007: Rodzinka Robinsonów –
  - Wujek Fritz,
  - Ciocia Petunia
- 2007: Shrek Trzeci
- 2007: Na fali – Tank Evans
- 2008: Sam & Max: Sezon 1 – Bosko
- 2008: Madagaskar 2 – Kowalski
- 2008: Pingwiny z Madagaskaru – Kowalski
- 2008: Alone in the Dark – Theophile Paddington
- 2009: Killzone 2 – Mael Radec
- 2009: Dragon Age: Początek – Lord Harrowmont
- 2009: Wyspa dinozaura 2 –
  - Otto,
  - Barnaba
- 2010: Czarodziejka Lili: Smok i magiczna księga – Hieronim
- 2010: Madagwiazdka – Kowalski
- 2010: Mysi agenci – Stach
- 2011: Wiedźmin 2: Zabójcy królów –
  - Troll spod Flotsam,
  - Silnoręki,
  - Odrin
- 2011: The Elder Scrolls V: Skyrim –
  - Thrynn,
  - Kapitan Aquilius,
  - Bandyci,
  - Korsarze,
  - Najemnicy Czarnych Róż
- 2012: The Elder Scrolls V: Skyrim – Dawnguard – Asystent
- 2012: Madagaskar 3 – Kowalski
- 2015: Pingwiny z Madagaskaru – Kowalski
- 2016: Bociany – Hunter
- 2015: Wiedźmin 3: Dziki Gon –
  - Albin Hart,
  - Stjepan,
  - Lotar,
  - Sven,
  - Franciszek Bedlam „Król Żebraków”,
  - Podróżnik z tawerny Jorunda,
  - Kupiec Scoia’tael
- 2020: Ghost of Tsushima – Khotun-chan
- 2021: A gdyby…? – Johann Schmidt / Czerwona Czaszka